# Östliche Hocheifel
Als Östliche Hocheifel wird der 648 km² große Ostteil des Mittelgebirges Eifel in Rheinland-Pfalz (Deutschland) bezeichnet, in dem sich insbesondere dessen mit Abstand höchste Erhebung, die Hohe Acht (746,9 m ü. NHN), befindet. Der Naturraum richtet sich um den Ost- und Zentralteil des vage in Einzelberge aufgelösten Hauptkammes der Osteifel aus. Naturräumlich stellt sie eine sogenannte Haupteinheit dar und trägt die Kennziffer 271. Zusammen mit der Westlichen Hocheifel, Kennziffer 281, bilden sie umgangssprachlich die Hocheifel.

## Zum Namen
Der Hauptkamm der Osteifel stellt, neben Schneifel, Hohem Venn, Monschau-Hellenthaler Waldhochfläche und dem deutlich westlich dieser Landschaften und ganz in Belgien liegenden Höhenzug zwischen der Amel im Norden und der Ourthe Orientale im Süden, nur einen von mehreren Höhenschwerpunkten von Eifel und Ardennen dar, die alle knapp 700 m Höhe erreichen – eine Höhe, die die Östliche Hocheifel nur an der Hohen Acht übersteigt. Der etwas von der Östlichen Hocheifel entfernte Naturpark Hohes Venn-Eifel benutzt den Begriff Hocheifel auch im Sinne der Westlichen Hocheifel (mit Schneifel). Die Bezeichnungen Westliche und Östliche sind insofern irreführend, als beide Landschaften durch die Kalkeifel deutlich voneinander getrennt sind und nicht etwa den West- und den Ostflügel einer zusammenhängenden Landschaft beschreiben.

## Geographie

### Lage
Die Östliche Hocheifel liegt zwischen Adenau im Nordwesten, Schalkenbach im äußersten Nordosten, Mayen im Osten, Kaisersesch im Südosten, Ulmen im Süden, Daun im Südwesten und Dockweiler im Westen. Im Inneren liegen insbesondere Kelberg, die Nürburg sowie Südschleife und in etwa die südöstliche Hälfte der Nordschleife des Nürburgringes.
Nach Süden geht die Landschaft in die Moseleifel (Haupteinheit 270) über, nach Westen in die Kalkeifel (276), nach Norden in die Ahreifel (272) und nach Osten in das Untere Mittelrheingebiet (292) mit den Laacher Vulkanen sowie das Mittelrheinische Becken (291) mit dem Maifeld.
Das Nachbargebiet im Südwesten, bestehend aus dem Norden der Moseleifel und dem Südosten der Kalkeifel, ist besser bekannt unter dem Namen Vulkaneifel. Hier lag die höchste vulkanische Aktivität der Eifel im Quartär, während die verstreuten Kuppen der Östlichen Hocheifel älterem, tertiärem Vulkanismus entstammen. An der Nahtstelle der drei Haupteinheiten ist die Vulkaneifel in West-Ost-Richtung schmal, und unmittelbar südwestlich wird der Hauptkamm durch den Naturraum Prümscheid als Teil der Kyllburger Waldeifel (277) fortgesetzt.

### Naturräumliche Gliederung
Die Östliche Hocheifel wurde im Handbuch der naturräumlichen Gliederung Deutschlands in den Jahren bis 1960 als naturräumliche Haupteinheit 271 definiert und ist damit Teil der Haupteinheitengruppe 27 Osteifel. 1974 wurde sie auf dem verfeinernden Blatt Cochem weiter untergliedert:
- (zu 27 Osteifel)[6]
  - 271 Östliche Hocheifel
    - 271.0 Olbrücker Eifelrand
    - 271.1 Kempenicher Tuffhochfläche
    - 271.2/3 Zentrale Östliche Hocheifel
      - 271.2 Hohe Acht/Nitz-Nette-Bergland
        - 271.20 Hohe-Acht-Bergland
        - 271.21 Nitz-Nette-Wald

      - 271.3 Elzbachhöhen

    - 271.4 Südwestsaum der östlichen Hocheifel
      - 271.40 Trierbach-Lieser-Quellbergland
      - 271.41 Üßbachbergland
      - 271.42 Müllenbacher Riedelland
      - 271.43 Mittleres Üßbachtal

Als Östliche Hocheifel im engeren Sinne können die Einheiten 271.0 bis 271.41 angesehen werden – die Einheiten 271.42 und 271.43 werden landläufig eher der benachbarten Moseleifel (Haupteinheit 270) zugerechnet. Die variskische Hauptstörung, die geologisch die Hohe Eifel von der Moseleifel trennt, verläuft, an der Vulkaneifel im Südwesten beginnend, von Wollmerath über östlich Auderaths bis zum Höchstberg, wo sie ihre Richtung von Nordnordost nach Nordost ändert, bis sie bei Mayen ausläuft. Die letzten basaltischen Kuppen finden sich knapp südöstlich dieser Linie und markieren eine geomorphologische Höhenschwelle.

### Hauptkamm
Die höchsten Berge der Östlichen Hocheifel reihen sich entlang einer Kammlinie auf, die sich auch jenseits der Vulkaneifel in der Prümscheid fortsetzt. Diese Kammlinie folgt, wie die meisten Kammlinien im Rheinischen Schiefergebirge, etwa Hunsrück, Taunushauptkamm und die Ebbe-Homert-Schwelle im Sauerland, der variskischen Südwest-Nordost-Richtung. Innerhalb der Eifel existieren weiter nordwestlich noch weitere Kämme in dieser Ausrichtung:
- der Schneifel-Rücken
- der Grenzwald-Rücken, dessen deutscher Nordostteil auch Zitterwald genannt wird
- das Hohe Venn

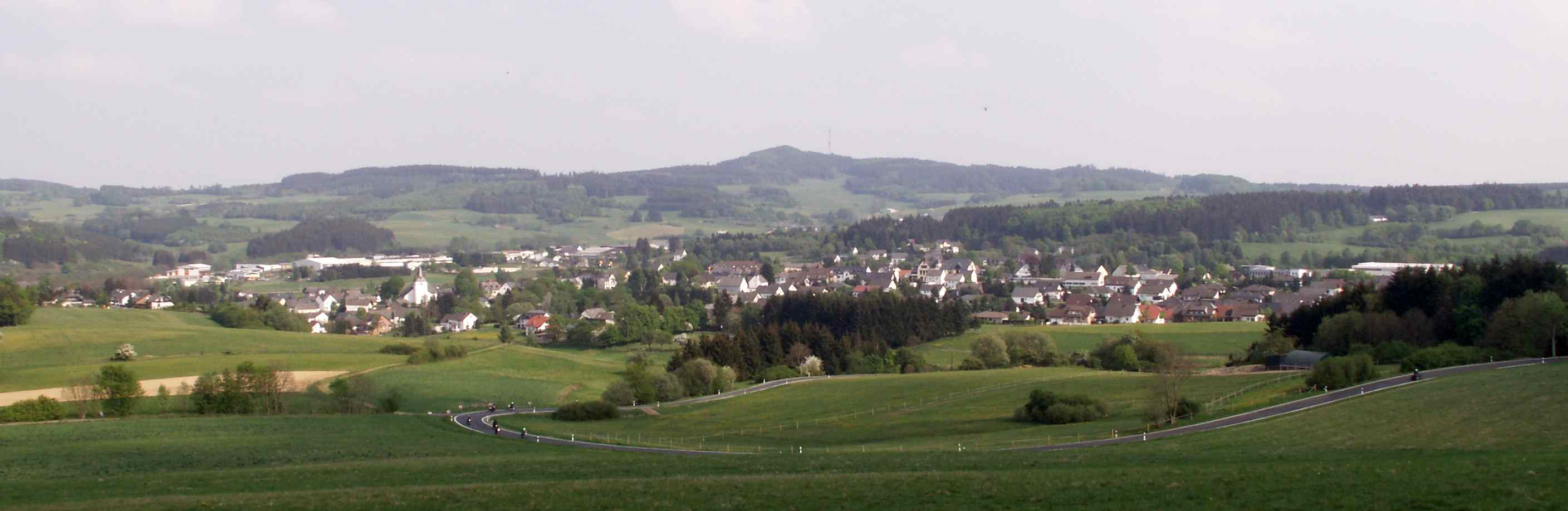
Der Ort Kelberg

Der Hauptkamm der Osteifel verläuft indes weder hochflächenartig (Hohes Venn, Hunsrück als Gesamtkamm) noch gratartig (Einzelkämme des Hunsrück) bzw. zwischen diesen Extremen (Schneifel). Vielmehr liegen die höchsten Erhebungen nur je in etwa entlang der Kammlinie, die auch immer wieder durch leichte Einschnitte unterbrochen wird. Einziger tieferer Einschnitt ist das Tal des Trierbachs bei Kelberg. Nordöstlich dieses Tals liegt die (Östliche) Hocheifel im engeren Sinne an der Wasserscheide zwischen Ahr und Nette. Der über die Haupteinheit hinausragende Südwestteil stellt demgegenüber in der Hauptsache die Wasserscheide zwischen den Mosel-Nebenflüssen Lieser (Osten) und Kyll (Westen) dar.
Von Südwest (Tal der Kyll zwischen Mürlenbach (N) und Densborn (S)) nach Nordost (Königsfelder Eifekrand bei Schalkenbach) liegen entlang des Hauptkammes auf oder nahe der Kammlinie folgende Berge nebst Höhe über NHN (übergeordnet der Naturraum; Abweichungen nach Südost oder Nordwest sind deklariert):
- Prümscheid (zur Kyllburger Waldeifel)
  - (SO) Salmwaldforst (619,3 m)[9]
  - Rödelkaul (592,3 m)[10]
  - (SO) Prümscheid (674,7 m)[11]
  - (NW) Dietzenley (617,6 m)[12]
  - (SO) Nerother Kopf (651,7 m), Dauner Maargebiet (Vulkaneifel)[13]
  - Scharteberg (691,4 m)[14]

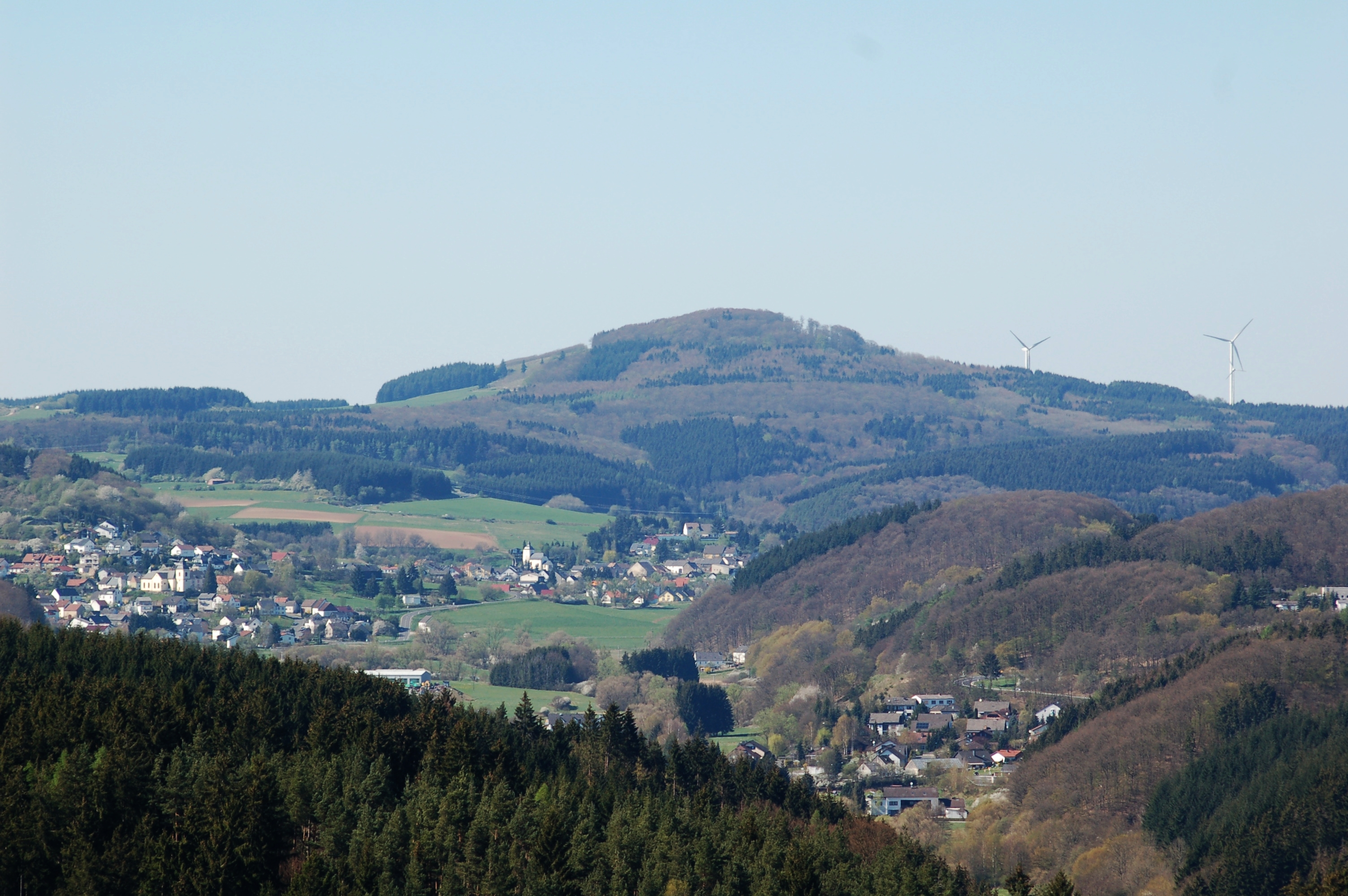
Ernstberg

- Vulkaneifel (im Nordwesten Dockweiler Vulkaneifel, Kalkeifel; im Südosten Dauner Maargebiet, Moseleifel)
  - Ernstberg (699,8 m)[15]
  - (SO) Asseberg (601,5 m)[16]
  - (Waldkönigen, am die beiden Vulkaneifeln trennenden Pützborner Bach)
- Östliche Hocheifel
  - Trierbach-Lieser-Quellbergland
    - Dreiser Höhe (610,8 m)[17]
    - Schillberg (615,2 m)[18]
    - (NW) Barsberg (599,6 m)[19]
    - (SO) namenlose Kuppe im Suhrbüsch zwischen Kelberg und Boxberg (ca. 614 m)[20]
    - (Trierbachtal zwischen Kelberg (SO) und Müllenbach (NW))
    - (deutlich nach SO versetzt) Hochkelberg (674,9 m)[21]

- - Hohe-Acht-Bergland
    - Rote Heck (639,9 m)[22]

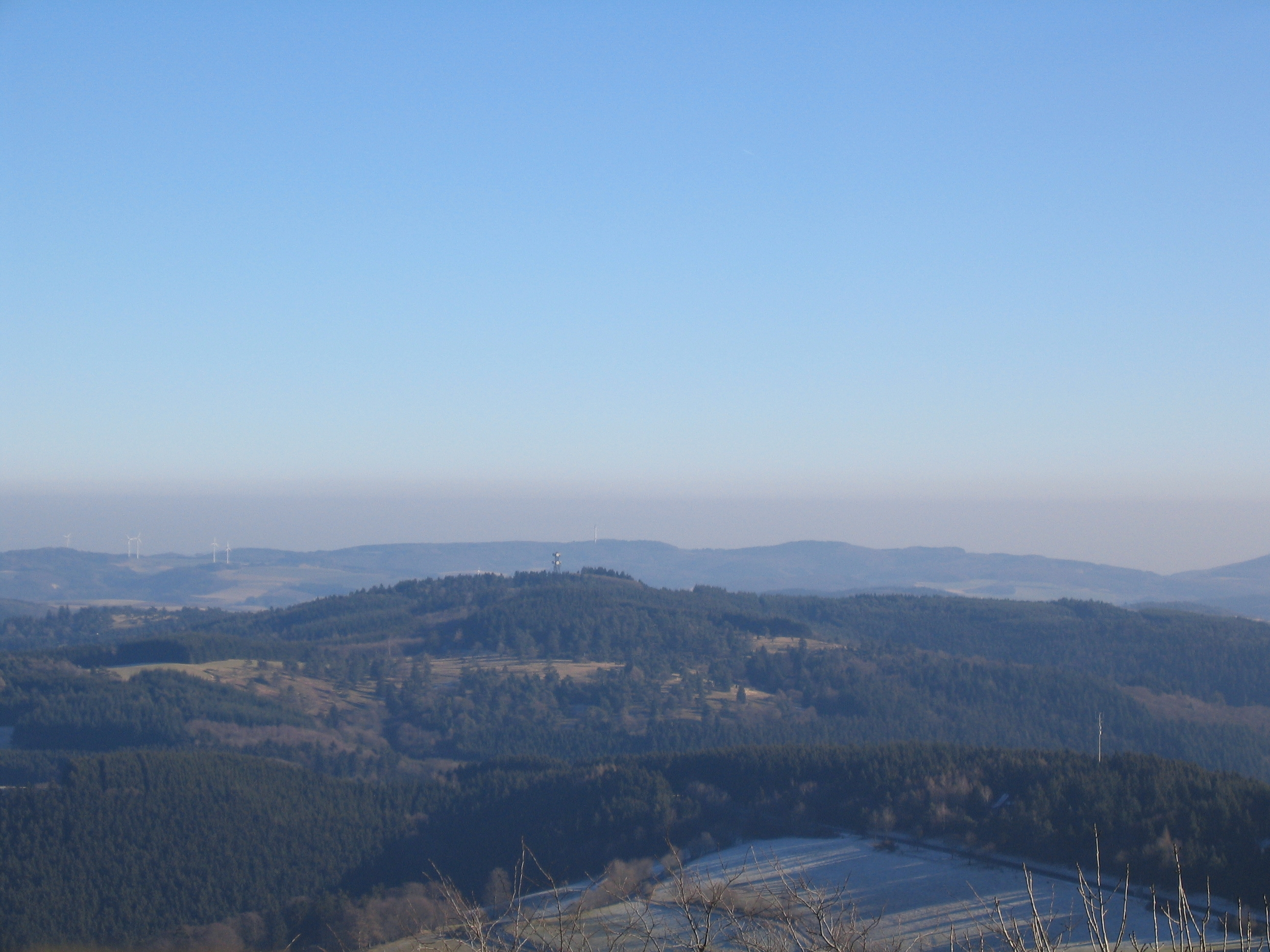
Raßberg

    - (NW) Burgberg der Nürburg (676,5 m)[23]
    - (SO) Reuterberg (652,1 m)[24]
    - Hohe Acht (746,9 m)[25]
    - (SO) Raßberg (664,9 m)[26]
    - Schellkopf (652,7 m)[27]
    - Schöneberg (670,2 m)[28]

  - Kempenicher Tuffhochfläche
    - Bockshahn (643,7 m)[29]
    - (NW) Düsselberg (607,0 m), Südliches Ahrbergland (Ahreifel)[30]

  - Olbrücker Eifelrand
    - Perlerkopf (579,1 m)[31]

### Berge

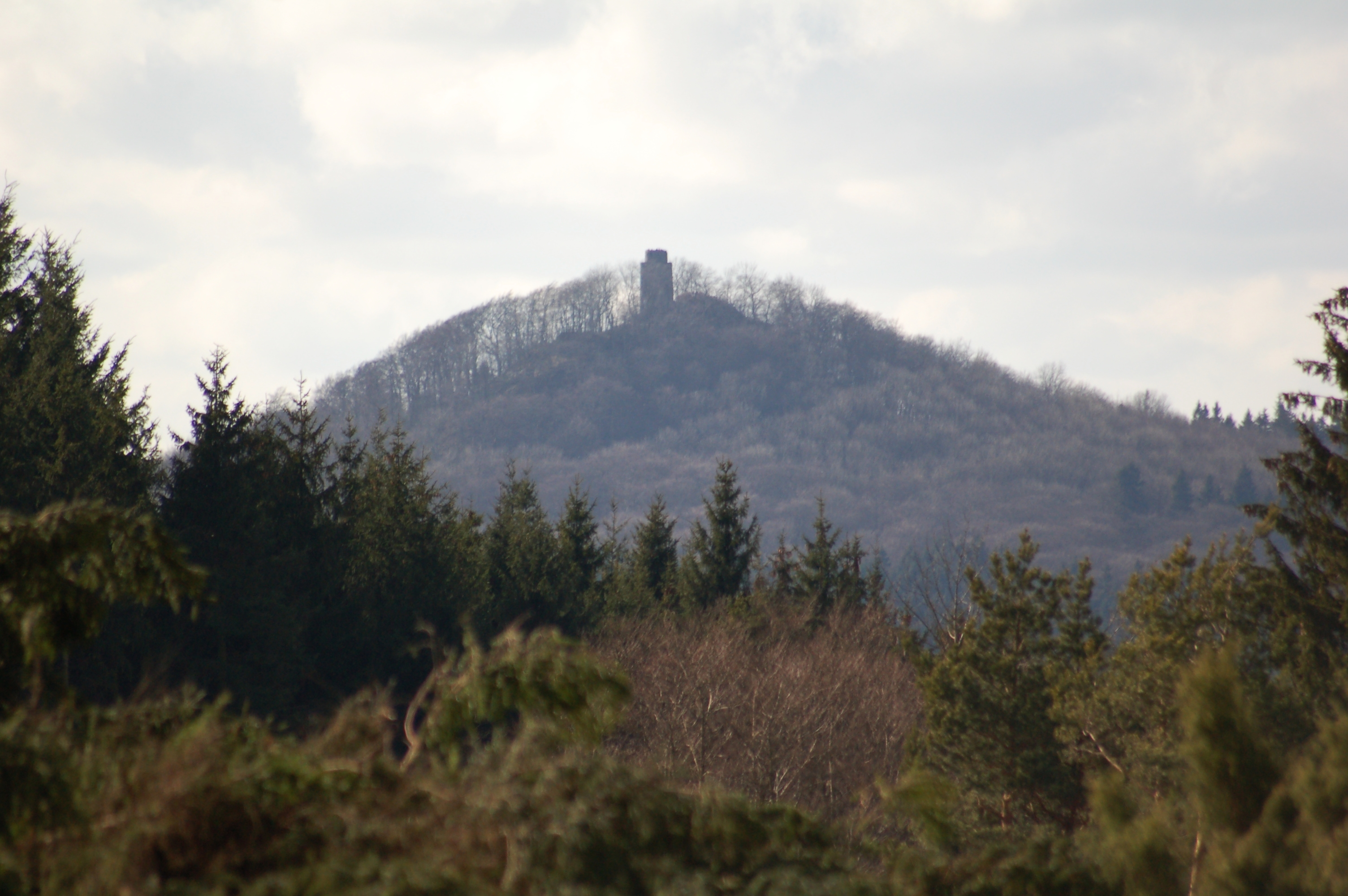
Hohe Acht

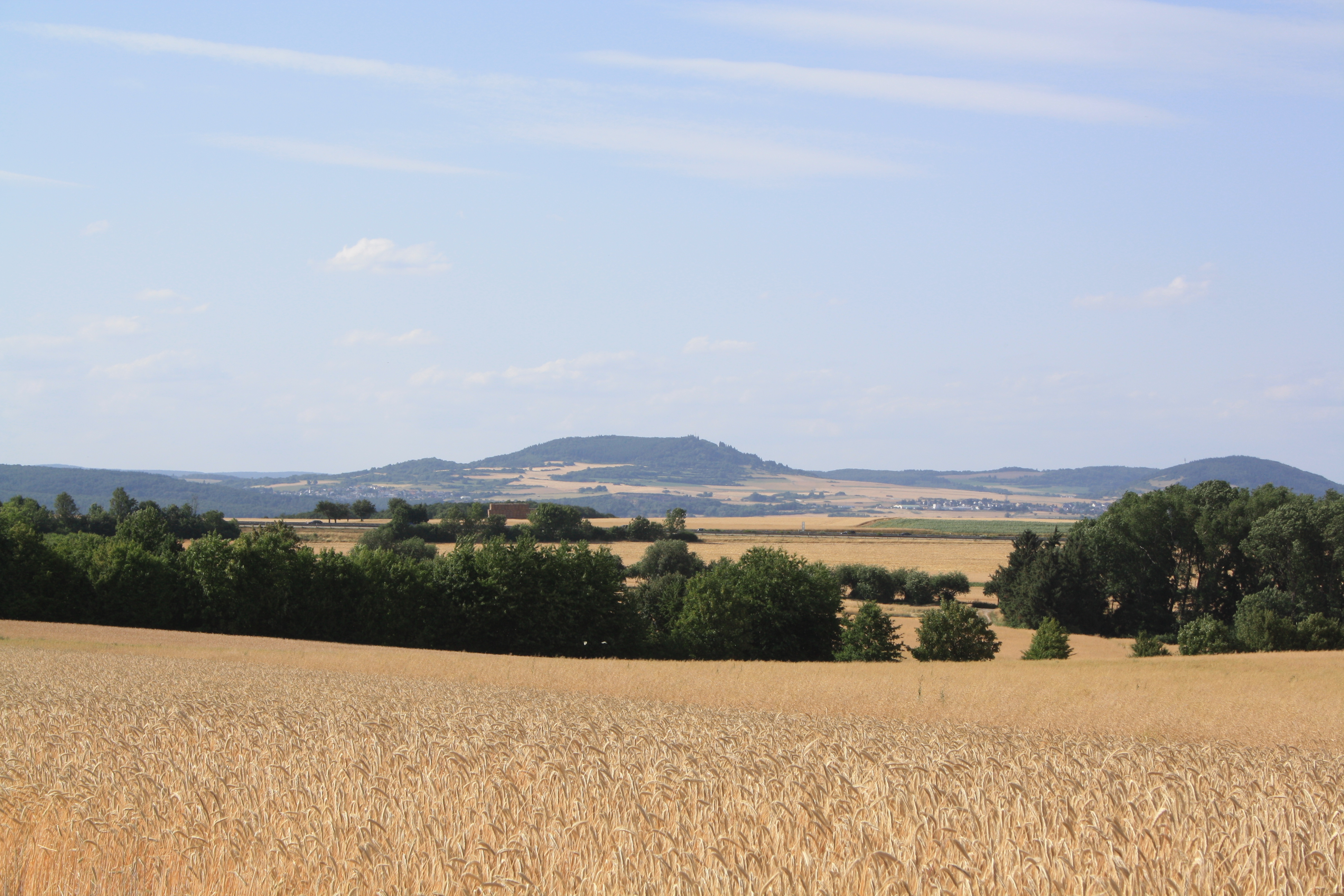
Hochsimmer

Zu den Bergen der Hocheifel (Hohe Eifel) gehören – sortiert nach Höhe in Meter (m) über Normalhöhennull (NHN; wenn nicht anders genannt, laut ) und unter Angabe des jeweiligen Naturraumes:
- Hohe Acht (746,9 m)[25] – 271.20 Hohe-Acht-Bergland
- Burgberg der Nürburg (676,5 m)[23] – 271.20 Hohe-Acht-Bergland

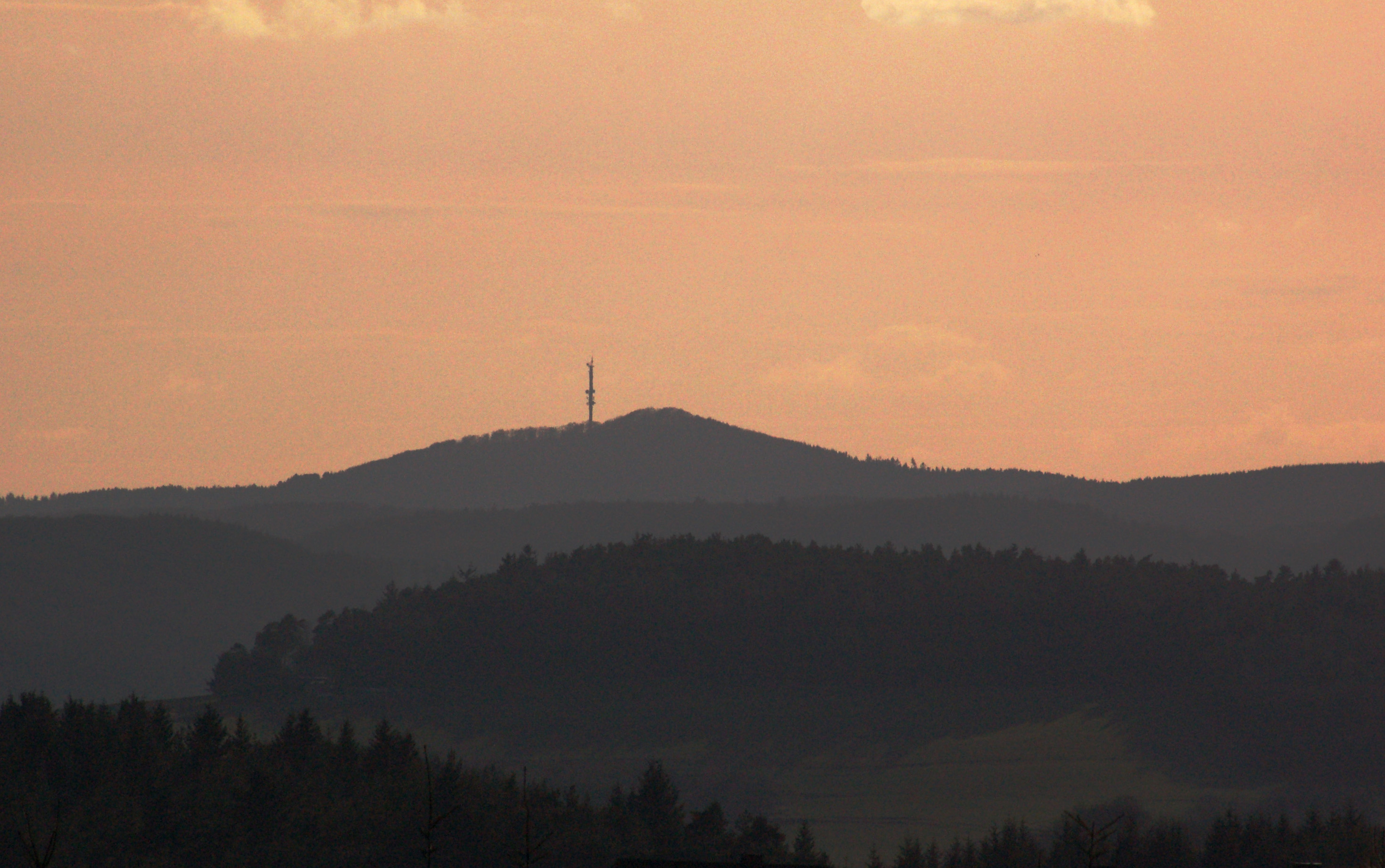
Hochkelberg

- Hochkelberg (674,9 m)[21] – 271.40 Trierbach-Lieser-Quellbergland
- Schöneberg (670,2 m)[28] – 271.20 Hohe-Acht-Bergland
- Raßberg (664,9 m)[26] – 271.20 Hohe-Acht-Bergland
- Schellkopf (652,7 m)[27] – 271.20 Hohe-Acht-Bergland
- Reuterberg (652,1 m)[24] – 271.20 Hohe-Acht-Bergland
- Bockshahn (643,7 m)[29] – 271.1 Kempenicher Tuffhochfläche
- Rote Heck (639,9 m)[22] – 271.20 Hohe-Acht-Bergland
- Höchstberg (616,4 m)[32] – 271.3 Elzbachhöhen
- Schillberg (615,2 m)[18] – 271.40 Trierbach-Lieser-Quellbergland
- namenlose Kuppe im Suhrbüsch zwischen Kelberg und Boxberg (ca. 614 m)[20] – 271.40 Trierbach-Lieser-Quellbergland
- Dreiser Höhe (610,8 m)[17] – 271.40 Trierbach-Lieser-Quellbergland
- Barsberg (599,6 m)[19] – 271.40 Trierbach-Lieser-Quellbergland
- Perlerkopf (579,1 m)[31] – 271.0 Olbrücker Eifelrand
- Hocheichen (588,7 m)[33] – 271.20 Hohe-Acht-Bergland

- Hochsimmer (587,9 m)[34] – 271.21 Nitz-Nette-Wald
- Gänsehals (575,3 m)[35] – 271.1 Kempenicher Tuffhochfläche
- Gallberg (569,8 m)[36] – 271.3 Elzbachhöhen
- Steineberger Ley (557,8 m)[37] – 271.41 Üßbachbergland

Für eine Liste mit diesen und weiteren Eifelbergen und -erhebungen siehe die Liste von Bergen und Erhebungen der Eifel.

## Klima
Trotz Höhenlagen zwischen 600 m und 700 m befindet sich die Hocheifel im Regenschatten der im Westen vorgelagerten Schneifel. Die Jahresniederschläge liegen zwischen 800 mm und 1000 mm.